# Ailum
Ailum è una suddivisione dell'India, classificata come nagar panchayat, di 13.052 abitanti, situata nel distretto di Muzaffarnagar, nello stato federato dell'Uttar Pradesh. In base al numero di abitanti la città rientra nella classe IV (da 10.000 a 19.999 persone).

## Geografia fisica
La città è situata a 29° 17' 16 N e 77° 17' 31 E.

## Società

### Evoluzione demografica
Al censimento del 2001 la popolazione di Ailum assommava a 13.052 persone, delle quali 7.150 maschi e 5.902 femmine. I bambini di età inferiore o uguale ai sei anni assommavano a 1.931, dei quali 1.089 maschi e 842 femmine. Infine, coloro che erano in grado di saper almeno leggere e scrivere erano 7.861, dei quali 4.994 maschi e 2.867 femmine.